# Sainte-Jeanne-d'Arc
Sainte-Jeanne-d'Arc es un municipio parroquial canadiense situado en la provincia de Quebec.

## Superficie
Sainte-Jeanne-d'Arc tiene una superficie de 110,34 km².

## Demografía
En 2021, tenía 217 habitantes, una densidad poblacional de 2 hab./km², y 146 viviendas.